# Liga de Beisebol Profissional da República Dominicana
A Liga de Beisebol Profissional da República Dominicana (em castelhano: Liga de Béisbol Profesional de la República Dominicana), conhecida popularmente como LIDOM ,  Liga Dominicana de Beisebol Invernal, Liga Dominicana de Beisebol Profissional ou simplesmente Liga Dominicana, é um Liga de beisebol disputada no inverno com status profissional da República Dominicana. A liga conta com seis times regionais que contam com jogadores das Ligas Maiores, Ligas Menores, Japão, México, Porto Rico, Cuba e outros.

## Historia

### O beisebol no país
O beisebol é uma grande paixão dos dominicanos, sendo o esporte mais popular entre estes. A liga nacional atrai a atenção da maioria dos habitantes da nação com seis times disputando partidas nos maiores estádios do país. Por lá, o beisebol é chamado de "pelota". O país tem títulos da Copa do Mundo de Beisebol, onde é uma das maiores potências, vencendo a edição de 1948. Venceu também um Clássico Mundial de Beisebol, em 2013.

### Antecedentes
O beisebol foi introduzido no Caribe por marinheiros dos Estados Unidos em 1866 na então Capitania Geral de Cuba. Em 1874, oito anos mais tarde, se organizou a primeira partida de beisebol entre times cubanos. Foi a partir de Cuba que o beisebol se expandiu por toda a região caribenha, onde hoje é um dos esportes mais populares. Com a Guerra dos Dez Anos, ocorreu confusão na colônia e muitos cubanos vieram para a República Dominicana e trouxeram junto o "béisbol" em 1886, celebrando uma partida entre os times do Santiago de Cuba e Angelina na cidade de San Pedro de Macorís em 25 de setembro do ano mencionado.
O primeiro torneio profissional dominicano foi disputado em 1890 com dois times: Ozama e Nuevo Club. O time Tigres del Licey foi fundado mais tarde, em 1907, dominando o beisebol dominicano sem um grande rival até 1921, quando foi fundado o Leones del Escogido(da fusão de vários outros times da época); nascendo ali a maior rivalidade do país. A partir da década de 20 começaram a ser disputadas partidas contra times dos países vizinhos.

### Antes da LIDOM
Antes da criação da Liga Dominicana em 1951, houve vários campeonatos considerados nacionais disputados por equipes da época, com destaque para os  Tigres del Licey, que venceram dois torneios antes da LIDOM. Esses campeonatos não são reconhecidos nem incluídos no registro de campeões da LIDOM, tão somente pelos times que os conquistaram.

### Oficialização
Houve um período de interrupção entre 1938 e 1951, onde as partidas retornaram ao verão de cada ano. A partir de 1951 a Liga passou a funcionar, só que de maneira não oficial, se oficializando somente em 1955 quando foi decretada sua oficialização, com as partidas deixando de ser disputadas no verão e passaram a ser no período de Outono-Inverno. A LIDOM organizou seu primeiro torneio entre outubro de 1955 e janeiro de 1956, sendo presidida por Hipólito Herrera Billini.

### Equipes extintas
Alguns times desapareceram ao decorrer do tempo, podemos citar:
- Dragones de Ciudad Trujillo - existiu no período anterior à fundação da LIDOM, sendo resultante de uma fusão dos times dos Leones del Escogido e dos Tigres del Licey. O time foi idealizado pelo ditador Rafael Leónidas Trujillo.
- Caimanes del Sur - Fundado em 1983 e representava a cidade de San Cristóbal, deixando de existir no final da temporada 1988-89.
- Gigantes del Cibao - ingressou a partir da temporada 1996-97. Foi chamado de "Pollos del Cibao" durante dois anos.
- Delfines del Atlántico - equipe de Puerto Plata, nunca jogou e oficialmente nunca esteve na Liga.

## Sistema de Competição
Cada time tem que cumprir um calendário de 50 jogos que são disputados entre Outubro e Dezembro. As 4 equipes qualificadas  disputam mais 18 jogos em sistema de todos contra todos entre o final de Dezembro e a terceira semana de Janeiro; depois os dois times mais bem classificados jogam mais 9 partidas em que sai vencedor o que vencer 5, este se tornando o campeão. O time campeão representa o país na Série do Caribe contra outras equipes do beisebol das Américas.

## Campeões

### Antes da LIDOM
| 1922 | Leones del Escogido         | 13-6          | Tigres del Licey    | 6-13          |               |               |
| 1923 | Não Concluída               | Não Concluída | Não Concluída       | Não Concluída | Não Concluída | Não Concluída |
| 1924 | Tigres del Licey            | 14-13         | Leones del Escogido | 13-14         |               |               |
| 1929 | Tigres del Licey            | 11-7          | Leones del Escogido | 10-8          |               |               |
| 1936 | Estrellas Orientales        | 13-5          | Águilas Cibaeñas    | 10-9          |               |               |
| 1937 | Dragones de Ciudad Trujillo | 18-13         | Águilas Cibaeñas    | 13-15         |               |               |

### Campeonatos no Verão

Tigres del Licey, 22 vezes campeão

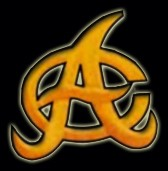
Águilas Cibaeñas, 21 vezes campeão

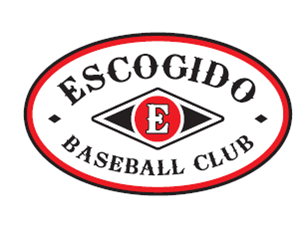
Leones del Escogido, 16 vezes campeão

| Temporada | Campeão              | Resultado | Vice-campeão        |
| --------- | -------------------- | --------- | ------------------- |
| 1951      | Tigres del Licey     | 4-1       | Leones del Escogido |
| 1952      | Águilas Cibaeñas     | 4-3       | Tigres del Licey    |
| 1953      | Tigres del Licey     | 4-1       | Águilas Cibaeñas    |
| 1954      | Estrellas Orientales | 4-1       | Tigres del Licey    |

### Campeonatos no Invierno
| 1955-56 | Leones del Escogido (1)  | 4-3           | Águilas Cibaeñas (2)      |               |               |               |
| 1956-57 | Leones del Escogido (2)  | 5-2           | Tigres del Licey (3)      |               |               |               |
| 1957-58 | Leones del Escogido (3)  | 5-1           | Estrellas Orientales (1)  |               |               |               |
| 1958-59 | Tigres del Licey (3)     | 5-4           | Leones del Escogido (2)   |               |               |               |
| 1959-60 | Leones del Escogido (4)  | 5-1           | Estrellas Orientales (2)  |               |               |               |
| 1960-61 | Leones del Escogido (5)  | 5-2           | Águilas Cibaeñas (3)      |               |               |               |
| 1961-62 | Não concluído            | Não concluído | Não concluído             | Não concluído | Não concluído | Não concluído |
| 1962-63 | Não houve                | Não houve     | Não houve                 | Não houve     | Não houve     | Não houve     |
| 1963-64 | Tigres del Licey (4)     | 5-3           | Águilas Cibaeñas (4)      |               |               |               |
| 1964-65 | Águilas Cibaeñas (2)     | 5-0           | Leones del Escogido (3)   |               |               |               |
| 1965-66 | Não houve                | Não houve     | Não houve                 | Não houve     | Não houve     | Não houve     |
| 1966-67 | Águilas Cibaeñas (3)     | 5-3           | Leones del Escogido (4)   |               |               |               |
| 1967-68 | Estrellas Orientales (2) | 5-2           | Leones del Escogido (5)   |               |               |               |
| 1968-69 | Leones del Escogido (6)  | 5-2           | Estrellas Orientales (3)  |               |               |               |
| 1969-70 | Tigres del Licey (5)     | 6-1           | Águilas Cibaeñas (5)      |               |               |               |
| 1970-71 | Tigres del Licey (6)     | 5-3           | Leones del Escogido (6)   |               |               |               |
| 1971-72 | Águilas Cibaeñas (4)     | 5-3           | Tigres del Licey (4)      |               |               |               |
| 1972-73 | Tigres del Licey (7)     | 5-2           | Estrellas Orientales (4)  |               |               |               |
| 1973-74 | Tigres del Licey (8)     | 5-2           | Águilas Cibaeñas (6)      |               |               |               |
| 1974-75 | Águilas Cibaeñas (5)     | 5-4           | Estrellas Orientales (5)  |               |               |               |
| 1975-76 | Águilas Cibaeñas (6)     | 5-2           | Tigres del Licey (5)      |               |               |               |
| 1976-77 | Tigres del Licey (9)     | 5-2           | Águilas Cibaeñas (7)      |               |               |               |
| 1977-78 | Águilas Cibaeñas (7)     | 5-2           | Tigres del Licey (6)      |               |               |               |
| 1978-79 | Águilas Cibaeñas (8)     | 5-0           | Leones del Escogido (7)   |               |               |               |
| 1979-80 | Tigres del Licey (10)    | 5-1           | Estrellas Orientales (6)  |               |               |               |
| 1980-81 | Leones del Escogido (7)  | 5-4           | Águilas Cibaeñas (8)      |               |               |               |
| 1981-82 | Leones del Escogido (8)  | 5-1           | Estrellas Orientales (7)  |               |               |               |
| 1982-83 | Tigres del Licey (11)    | 5-2           | Águilas Cibaeñas (9)      |               |               |               |
| 1983-84 | Tigres del Licey (12)    | 4-3           | Águilas Cibaeñas (10)     |               |               |               |
| 1984-85 | Tigres del Licey (13)    | 4-1           | Azucareros del Este (1)   |               |               |               |
| 1985-86 | Águilas Cibaeñas (9)     | 4-1           | Tigres del Licey (7)      |               |               |               |
| 1986-87 | Águilas Cibaeñas (10)    | 4-1           | Estrellas Orientales (8)  |               |               |               |
| 1987-88 | Leones del Escogido (9)  | 4-3           | Estrellas Orientales (9)  |               |               |               |
| 1988-89 | Leones del Escogido (10) | 4-0           | Tigres del Licey (8)      |               |               |               |
| 1989-90 | Leones del Escogido (11) | 4-2           | Águilas Cibaeñas (11)     |               |               |               |
| 1990-91 | Tigres del Licey (14)    | 4-1           | Leones del Escogido (8)   |               |               |               |
| 1991-92 | Leones del Escogido (12) | 4-1           | Estrellas Orientales (10) |               |               |               |
| 1992-93 | Águilas Cibaeñas (11)    | 4-2           | Azucareros del Este (2)   |               |               |               |
| 1993-94 | Tigres del Licey (15)    | 4-1           | Águilas Cibaeñas (12)     |               |               |               |
| 1994-95 | Azucareros del Este (1)  | 4-2           | Águilas Cibaeñas (13)     |               |               |               |
| 1995-96 | Águilas Cibaeñas (12)    | 4-2           | Estrellas Orientales (11) |               |               |               |
| 1996-97 | Águilas Cibaeñas (13)    | 4-0           | Leones del Escogido (9)   |               |               |               |
| 1997-98 | Águilas Cibaeñas (14)    | 4-2           | Tigres del Licey (9)      |               |               |               |
| 1998-99 | Tigres del Licey (16)    | 5-4           | Leones del Escogido (10)  |               |               |               |
| 1999-00 | Águilas Cibaeñas (15)    | 4-3           | Estrellas Orientales (12) |               |               |               |
| 2000-01 | Águilas Cibaeñas (16)    | 4-2           | Leones del Escogido (11)  |               |               |               |
| 2001-02 | Tigres del Licey (17)    | 4-3           | Águilas Cibaeñas (14)     |               |               |               |
| 2002-03 | Águilas Cibaeñas (17)    | 4-0           | Leones del Escogido (12)  |               |               |               |
| 2003-04 | Tigres del Licey (18)    | 4-1           | Gigantes del Cibao (1)    |               |               |               |
| 2004-05 | Águilas Cibaeñas (18)    | 4-3           | Tigres del Licey (10)     |               |               |               |
| 2005-06 | Tigres del Licey (19)    | 5-2           | Águilas Cibaeñas (15)     |               |               |               |
| 2006-07 | Águilas Cibaeñas (19)    | 5-2           | Tigres del Licey (11)     |               |               |               |
| 2007-08 | Águilas Cibaeñas (20)    | 5-3           | Tigres del Licey (12)     |               |               |               |
| 2008-09 | Tigres del Licey (20)    | 5-0           | Gigantes del Cibao (2)    |               |               |               |
| 2009-10 | Leones del Escogido (13) | 5-4           | Gigantes del Cibao (3)    |               |               |               |
| 2010-11 | Toros del Este (2)       | 5-0           | Estrellas Orientales (13) |               |               |               |
| 2011-12 | Leones del Escogido (14) | 5-4           | Águilas Cibaeñas (16)     |               |               |               |
| 2012-13 | Leones del Escogido (15) | 5-0           | Águilas Cibaeñas (17)     |               |               |               |
| 2013-14 | Tigres del Licey (21)    | 5-3           | Leones del Escogido (13)  |               |               |               |
| 2014-15 | Gigantes del Cibao (1)   | 5-3           | Estrellas Orientales (14) |               |               |               |
| 2015-16 | Leones del Escogido (16) | 5-1           | Tigres del Licey (13)     |               |               |               |
| 2016-17 | Tigres del Licey (22)    | 5-4           | Águilas Cibaeñas (18)     |               |               |               |
| 2017-18 | Aguilas Cibaeñas (21)    | 4-3           | Tigres del Licey (14)     |               |               |               |
| 2018-19 | Estrellas Orientales (3) | 5-1           | Toros del Este (3)        |               |               |               |
| 2019-20 | Toros del Este (3)       | 5-3           | Tigres del Licey (15)     |               |               |               |

### Títulos por Equipe
| Equipe                      | Títulos | Vice-campeonatos | Anos campeão | Anos Vice-campeão |
| --------------------------- | ------- | ---------------- | --- | --- |
| Tigres del Licey            | 22 (2)  | 15 (1)           | 1951, 1953, 1958-59, 1963-64, 1969-70, 1970-71, 1972-73, 1973-74, 1976-77, 1979-80, 1982-83, 1983-84, 1984-85, 1990-91, 1993-94, 1998-99, 2001-02, 2003-04, 2005-06, 2008-09, 2013-14, 2016-17 (1924, 1929) | 1952, 1954, 1956-57, 1971-72, 1975-76, 1977-78, 1985-86, 1988-89, 1997-98, 2004-05, 2006-07, 2007-08, 2015-16,2017-2018, 2019-2020 (1922)                                  |
| Águilas Cibaeñas            | 21      | 18 (2)           | 1952, 1964-65, 1966-67, 1971-72, 1974-75, 1975-76, 1977-78, 1978-79, 1985-86, 1986-87, 1992-93, 1995-96, 1996-97, 1997-98, 1999-00, 2000-01, 2002-03, 2004-05, 2006-07, 2007-08, 2017-2018                  | 1953, 1955-56, 1960-61, 1963-64, 1969-70, 1973-74, 1976-77, 1980-81, 1982-83, 1983-84, 1989-90, 1993-94, 1994-95, 2001-02, 2005-06, 2011-12, 2012-13, 2016-17 (1936, 1937) |
| Leones del Escogido         | 16 (1)  | 13 (2)           | 1955-56, 1956-57, 1957-58, 1959-60, 1960-61, 1968-69, 1980-81, 1981-82, 1987-88, 1988-89, 1989-90, 1991-92, 2009-10, 2011-12, 2012-13, 2015-16 (1922)                                                       | 1951, 1958-59, 1964-65, 1966-67, 1967-68, 1970-71, 1978-79, 1990-91, 1996-97, 1998-99, 2000-01, 2002-03, 2013-14 (1924, 1929)                                              |
| Estrellas Orientales        | 3 (1)   | 14               | 1954, 1967-68, 2018-19 (1936) | 1957-58, 1959-60, 1968-69, 1972-73, 1974-75, 1979-80, 1981-82, 1986-87, 1987-88, 1991-92, 1995-96, 1999-00, 2010-11, 2014-15                                               |
| Toros del Este              | 3       | 3                | 1994-95, 2010-11, 2019-20 | 1984-85, 1992-93, 2018-19 |
| Gigantes del Cibao          | 1       | 3                | 2014-15 | 2003-04, 2008-09, 2009-10 |
| Dragones de Ciudad Trujillo | 0 (1)   | 0                | (1937) | |

Os números apresentados entre parênteses representam os campeonatos vencidos pela equipes antes da criação da LIDOM, os quais não contam como oficiais. 

### Classificação Histórica
| Pos. | Equipe               | Temporadas | Jogos | Vitórias | Derrotas | Pct. | 1⁰ |
| ---- | -------------------- | ---------- | ----- | -------- | -------- | ---- | -- |
| 1    | Águilas Cibaeñas     | 65         | 3446  | 1845     | 1601     | .535 | 16 |
| 2    | Tigres del Licey     | 65         | 3454  | 1809     | 1645     | .524 | 18 |
| 3    | Leones del Escogido  | 65         | 3452  | 1761     | 1691     | .510 | 15 |
| 4    | Estrellas Orientales | 64         | 3394  | 1573     | 1821     | .463 | 7  |
| 5    | Toros del Este       | 34         | 1735  | 808      | 927      | .466 | 4  |
| 6    | Gigantes del Cibao   | 23         | 1145  | 533      | 612      | .466 | 5  |
| 7    | Caimanes del Sur     | 5          | 310   | 139      | 171      | .448 | 0  |

- Campanhas das equipes em Temporada Regular desde 1951.

### Equipes nas Séries Finais
| Pos. | Equipe               | Séries Finais | Vencidas | Perdias | Pct. |
| ---- | -------------------- | ------------- | -------- | ------- | ---- |
| 1    | Tigres del Licey     | 37            | 22       | 15      | .595 |
| 2    | Águilas Cibaeñas     | 39            | 21       | 18      | .538 |
| 3    | Leones del Escogido  | 29            | 16       | 13      | .552 |
| 4    | Estrellas Orientales | 17            | 3        | 14      | .176 |
| 5    | Toros del Este       | 6             | 3        | 3       | .500 |
| 6    | Gigantes del Cibao   | 4             | 1        | 3       | .250 |

- Campanhas das equipes nas Séries Finais de 1951 até 2018-19.

### Séries do Caribe
A Série do Caribe é uma competição de beisebol que anualmente reúne os campeões das ligas de inverno profissionais de beisebol no continente americano, concentrados na região do Caribe.
| Equipe               | Títulos | Vice-campeonatos | Anos Campeão (Série)                                       | Anos Vice-campeão                                    |
| -------------------- | ------- | ---------------- | ---------------------------------------------------------- | ---------------------------------------------------- |
| Tigres del Licey     | 10      | 3                | 1971, 1973, 1977, 1980, 1985, 1991, 1994, 1999, 2004, 2008 | 2002, 2006, 2007                                     |
| Águilas Cibaeñas     | 5       | 9                | 1997, 1998, 2001, 2003, 2007                               | 1972, 1978, 1979, 1986, 1987, 1993, 2000, 2008, 2018 |
| Leones del Escogido  | 4       | 1                | 1988, 1990, 2010, 2012                                     | 2013                                                 |
| Toros del Este       | 1       | 2                | 2020                                                       | 1995, 2011                                           |
| Gigantes del Cibao   |         | 1                |                                                            | 2015                                                 |
| Estrellas Orientales |         |                  |                                                            |                                                      |